# 1988 EL
1988 EL är en asteroid i huvudbältet som upptäcktes den 14 mars 1988 av den amerikanske astronomen Jeff T. Alu vid Palomar-observatoriet.
Asteroiden har en diameter på ungefär 5 kilometer och den tillhör asteroidgruppen Hungaria.